# Manmower
Manmower è un Ep della band norvegese Motorpsycho pubblicato nel 1996.

## Tracce
1. Manmower – 4:29
2. A Saw Sage Full Of Secretion – 1:57
3. Heaven + Hell – 3:54
4. 7th Dream – 3:59
5. Sterling Says – 4:15

## Formazione
- Bent Saether / voce, basso, chitarra, taurus
- Hans Magnus Ryan / chitarre, voce, taurus, banjo
- Haakon Gebhardt / batteria

e con:
- Ole Henrik Moe / sega alto e soprano, violino
- Helge Sten / campionatori, echoplex, oscillator, theremin
- Morten Fagervik / chitarra, mellotron, clavinette, oragano viscount, piano, vibrafono, voce
- Bitten Forsudd / seconde voci
- Rolf Yngve Uggen / seconde voci
- Matt Burt / voce
- M. Banto / pandeira